# Grivița (Galați)
Grivița is een Roemeense gemeente in het district Galați.
Grivița telt 3863 inwoners.